# Doratogonus falcatus
Doratogonus falcatus là một loài cuốn chiếu trong họ Spirostreptidae. Chúng là loài đặc hữu của Nam Phi.